# Turvelândia
Turvelândia là một đô thị thuộc bang Goiás, Brasil. Đô thị này có diện tích 934,26 km², dân số năm 2007 là 4327 người, mật độ 4,6 người/km².